# Surinam en los Juegos Paralímpicos de Río de Janeiro 2016
Surinam estuvo representado en los Juegos Paralímpicos de Río de Janeiro 2016 por un deportista masculino. El equipo paralímpico surinamés no obtuvo ninguna medalla en estos Juegos.